# Eupithecia calligraphata
Eupithecia calligraphata är en fjärilsart som beskrevs av Wagner 1929. Eupithecia calligraphata ingår i släktet Eupithecia och familjen mätare. Inga underarter finns listade i Catalogue of Life.